# Leopold Gerlach (Kulturwissenschaftler)
Leopold Gerlach (* Oktober 1834 in Dessau; † 1917 ebenda) war ein deutscher Gymnasiallehrer und Kulturwissenschaftler.

## Leben
Gerlach besucht das Gymnasium Dessau. Nach dem Abitur Ostern 1854 begann er zum Sommersemester 1854 das Studium der Philologie an der Universität Berlin und wurde dort Mitglied des Corps Normannia Berlin. Nach dem Wechsel an die Universität Göttingen wurde er dort 1857 Mitglied des Corps Hannovera Göttingen. Ostern 1858 erhielt er seine Erstanstellung im Schuldienst als Hilfslehrer am Francisceum Zerbst und wurde ein halbes Jahr später dort Inspektor. Im November 1863 wurde Gerlach Lehrer am Friedrich-Franz-Gymnasium (Parchim). 1873 erfolgte seine Berufung an das Gymnasium Dessau, wo er 1877 zum Titularprofessor ernannt wurde.
Für den Komponisten und Dessauer Hofkapellmeister August Klughardt war Gerlach als Librettist tätig, so etwa für das Oratorium Die Zerstörung Jerusalems; er verfasste auch 1902 dessen Biographie.
Er war Mitglied der Dessauer Freimaurerloge Esiko zum aufgehenden Licht und wird 1908 als ihr Ehrenmeister geführt.

## Schriften
- Die Wörlitzer Antiken, zum ersten Male veröffentlicht. Heft 1.2., Zerbst 1863
- Theorie der Rhetorik und Stilistik. Dessau 1877 (Schulprogramm des Gymnasiums Dessau)
- Über die Mythenbildung in der alten Kunstgeschichte. Dessau 1883 (Schulprogramm des Gymnasiums Dessau) (Digitalisat des Exemplars der Princeton University)
- Führer durch Dessau und Umgegend für die 37. Versammlung Deutscher Philologen und Schulmänner. Dessau: Reissner 1884
- August Klughardt: sein Leben und seine Werke. Leipzig: Hug 1902 (Digitalisat des Exemplars der New York Public Library)